# 写实
写实可指：
- 視覺藝術上的具象主義。
- 文學題材上的現實主義。